# 言語虐待

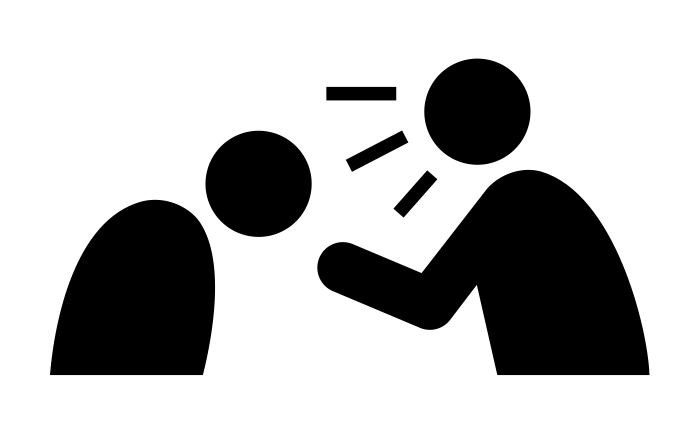
言語虐待征描绘

言语虐待（亦称言语暴力、言语侮辱/责骂/辱骂/斥责、或精神侵犯）是一种心理或精神虐待形式，涉及使用口头、手势和书面语言对受害者进行攻击。言语虐待可以包括骚扰、贴标签、侮辱、责骂、指责或对个人进行过度高声喊叫等行为。这种行为可能使用贬义词，传递旨在恐吓、羞辱、贬低、誹謗或轻视他人的陈述。这类攻击可能会对受害者造成心理和情绪困扰。
言语攻击和虐待影响所有人群、文化和个人。这些行为对受害者造成心理和身体上的伤害，被认为是情感和身体伤害的一种形式。这种行为使个人对自己产生负面评价，并可能导致许多负面健康问题和障碍，如自杀念头、抑郁、身体健康问题、焦虑、强迫行为、人格障碍，甚至攻击性。

## 类型
言语虐待的受害者可能会对其他人展现出虐待行为。言语虐待和言语攻击有多种形式。当个人了解言语虐待可能的表现方式时，其可以更好地分析并在特定情况下采取相应的行动。言语攻击定义为一种特征或特质，驱使一个人不仅攻击自己的价值观和概念，还攻击他人的自我价值观和概念。
- 欺凌：使用身体、心理和言语攻击来威胁他人，迫使他们屈服于另一个人的意愿和或引起情绪困扰。[9]欺凌通常是单方面的，受害者并未挑起，可以存在于任何环境中。[9]
- 煤气灯效应：施虐者使受害者不仅对自己产生疑问，还对自己的理智产生疑问。虐待者倾向于以一种让受害者对自己的感知产生疑问的方式对其进行质疑。怀疑煽动的影响包括个体将自己视为局外人，拥有低自尊心，并感觉在决策方面没有支持。[10][11]
- 指责/否认错误：当一个人错误指责另一个人进行某种行为时；当一个人否认自己对另一个人进行的可能已经或确实造成受害者伤害的行为，以自保和保护施虐者。（怀疑煽动也适用于这种类型的虐待）。[12]
- 冷處理/淡化：指施虐者试图减轻情况的严重性，并使其对受害者或旁觀者显得微不足道。[13]
- 威胁（英语：Threat）：当攻击者以言辞或言语威胁受害者，使其感到恐惧、不安或被迫。[14]
- 人身攻擊：是指使用冒犯性的语言或称呼来达到某种目的（例如在争论中获胜），或者是为了引起他人或情境的负面反应。这种行为常常以无视情况事实的方式来诱导拒绝或谴责。[15]

## 影响

### 年龄

#### 儿童和青少年
研究表明，如果一个年幼的孩子多年来不断受到言语虐待，他们会产生持续的不信任、羞耻、怀疑、内疚和自卑感。研究顯示，三分之二的美國兒童是父母進行言語攻擊的受害者。这可能会影响他们在心理发展最关键的时期内（通常在2至19岁之间）的心理、社交和人际发展。研究發現，年幼兒童的言語虐待行為通常是透過成年角色模型（如父母或照顾者）学会的。照顧者可以通過多種方式使用言語來虐待兒童：拒絕承認兒童的價值、使儿童与社交经验隔离、用言语攻击恐吓儿童、忽视兒童的需求、扭曲兒童對世界的看法並教他們認為不良行為是正常的、對兒童進行言語攻擊，以及过度推动儿童以比其年龄正常发展速度更快的速度成熟。經歷母親的言語虐待的兒童在青少年和成年早期更有可能發展出人格障礙，還可能出現強迫症特徵和自戀行為。

#### 大学生
研究發現，言語虐待會損害學生的自尊心，使他們無端自責，並影響他們的心理健康和社交能力；這種虐待在學生中可能透過他們的同學和教授體現出來。兒童時期經歷的言語虐待所產生的負面情緒和在某些情況下可能出現的精神障礙會延續到青年時期，當他們進入高等教育階段並成為青年時，他們更容易經歷更多這些負面情緒、障礙，甚至在成年後更容易濫用藥物。在大學生群體中，研究表明，最具影響力的言語虐待形式之一是同齡人之間的言語虐待，言語虐待會起始於一個學生無端指責另一個同學做了某事，然後升級為叫喊、咒罵和使用貶低性詞語；這種虐待與學生陷入抑鬱情緒、發生焦慮、憤怒敵意和其他情緒障礙有關。

### 性别
研究表明，在学校环境中，特别是在包括小学和中学的场景中，男孩和女孩之间存在不同形式的言语攻击。男孩更多地受到辱骂和威胁，而女孩则更多地受到性别侮辱。作出言语虐待的女孩之所以采取虐待行为，是因为她们反过来也是同龄人或教师的欺凌和言语虐待的受害者。其中一些女孩可能展示了被同龄人和教师认为是错误的性别、女性特质和社交年龄，这是根据同龄人和教师的判断而言的。男孩通常对待其他男孩和女孩时会采取言语虐待，这表明研究人员认为这些特质是他们之间建构男子气概的手段。一般情况下，男孩被描绘为需要表现得「强硬」或符合传统男子气概的形象，因此他们常常通过言语虐待来排斥女孩，使其不受欢迎。作出言語虐待的女孩之所以采取虐待行为，是因为她们同样成为同龄人或教师欺凌和言语虐待的受害者。根据同龄人和教师的评判，其中一些女孩可能展现出被认为是错误的性别、女性特质和社交年龄的特点。  
在某些情況下，受害者可能成為施虐者。研究表明，經歷過與父親的言語衝突或虐待的西班牙裔女性也會與女兒發生言語衝突或虐待。當西班牙裔母親對丈夫施加高度的言語衝突或虐待時，她們的女兒很可能也會與他們她們的父母發生衝突，這種情況下也預測到女兒將與她們的伴侶發生相同的衝突。在美国，大学年龄的女性是一个容易受到言语攻击的群体。80%的這些女性意識到言語虐待是一個嚴重的持續問題，其中25%的人報告曾在親密關係中經歷過言語虐待。在其他情況下，358名低收入孕婦中的65%聲稱在懷孕期間經歷過言語或身體虐待，年輕女性的虐待率顯著更高。

### 职场虐待
職場可以成為言語侵略的溫床。人們針對少數族裔使用種族歧視的言辭、種族歧視性評論和貶低性詞語。儘管在職場中，社會變得更加包容，這個問題似乎已經得到解決，但施虐者仍然找到了在辦公室中用言語和非言語方式對少數族裔進行虐待的方法。這種虐待更加隱蔽，但侵略者仍然以詆毀和貶低性評論對少數族裔在職場上造成嚴重傷害。在一項調查中，1000名護士接受了問卷調查，46%的人回答了問題，其中91%的護士聲稱他們在過去一個月內經歷過言語虐待，超過50%的人表示他們覺得無法應對這種虐待。那些曾經是言語虐待和職場虐待的受害者的成年人更容易患上精神健康問題和社交障礙。

### 人际关系
在戀愛關係中，尤其是存在身體和言語虐待的關係中，研究發現，當夫妻發生衝突時，53%的受害者表示身體侵略是引發衝突的因素，而33%的施虐者聲稱言語侵略是導致問題升級的因素。受害者和施虐者對於導致虐待升級的原因有不同的觀點並不奇怪。在婚姻關係中，常常可以看到，如果其中一方（無論是丈夫還是妻子）無法將自己的需求和期望有效地傳達給伴侶，他們會選擇對伴侶使用言語侵略，反而在關係中造成更多的困擾和衝突。與職場類似，經歷過家庭暴力的成年人也會受到精神健康和腦形態的影響。